# Sølvsilkeabe
Sølvsilkeaben (Mico argentatus) er en primat i familien af Egernaber. Den når en længde på 20-23 cm med en hale på 30-34 cm og vejer 325-350 g. Arten er sølvgrå på ryggen, cremefarvet på bugen og sort på halen. Ansigtet og ørerne er lyserøde. Dyret lever i flokke, hvor der kun findes et ynglepar. De resterende aber hjælper med at beskytte ungerne.
Dyret lever i Brasilien i det østlige Amazonbækken.